# Atlantic Beach (Carolina del Nord)
Atlantic Beach és una població dels Estats Units a l'estat de Carolina del Nord. Segons el cens del 2008 tenia 1.815 habitants.

## Demografia
Segons el cens del 2000, Atlantic Beach tenia 1.781 habitants, 971 habitatges i 498 famílies. La densitat de població era de 321,3 habitants per km².
Dels 971 habitatges en un 11,8% hi vivien nens de menys de 18 anys, en un 44,1% hi vivien parelles casades, en un 5% dones solteres, i en un 48,7% no eren unitats familiars. En el 39,6% dels habitatges hi vivien persones soles el 9% de les quals corresponia a persones de 65 anys o més que vivien soles. El nombre mitjà de persones vivint en cada habitatge era d'1,82 i el nombre mitjà de persones que vivien en cada família era de 2,33.
Per edats la població es repartia de la següent manera: un 9,8% tenia menys de 18 anys, un 6,9% entre 18 i 24, un 26,3% entre 25 i 44, un 38,8% de 45 a 60 i un 18,2% 65 anys o més.
L'edat mediana era de 49 anys. Per cada 100 dones de 18 o més anys hi havia 111,2 homes.
La renda mediana per habitatge era de 38.313 $ i la renda mediana per família de 52.411 $. Els homes tenien una renda mediana de 32.045 $ mentre que les dones 24.706 $. La renda per capita de la població era de 31.339 $. Entorn del 5,3% de les famílies i el 7,3% de la població estaven per davall del llindar de pobresa.

## Poblacions més properes
El següent diagrama mostra les poblacions més properes.